# Law & Order: Trial by Jury
Die Serie Law & Order: Trial by Jury ist der dritte Ableger  von Law & Order und startete in den USA im März 2005. Sie konzentriert sich weniger auf die polizeiliche Ermittlung, sondern zeigt die Verbrechen aus der Sicht von Richtern, Anwälten, Angeklagten und der Jury.
Bereits nach zwei Monaten und zwölf Episoden wurde Law & Order: Trial by Jury abgesetzt, obwohl die Einschaltquoten mit durchschnittlich 12,2 Millionen sogar vor dem direktesten, damals ebenfalls gerade neu gestarteten Konkurrenten Numbers – Die Logik des Verbrechens lagen. Dick Wolf machte noch im selben Jahr in einem Interview mit der Associated Press deutlich, dass ihm eine Fortsetzung der Serie eigentlich zugesichert worden und NBC ihm mit der Absetzung praktisch in den Rücken gefallen sei. Ähnliche Komplikationen gab es später auch bei der Absetzung der Law & Order-Hauptserie.
Die dreizehnte Folge von Trial by Jury kam erst im Januar 2006 verspätet zu ihrer primären Ausstrahlung. Einen schweren Rückschlag hatte die Produktion, schon vor der Ausstrahlung, durch den Tod von Jerry Orbach erlitten, der als dienstältester Detective im Law & Order-Franchise, Lennie Briscoe, ursprünglich als Quotengarant vorgesehen war. Orbach ist nur noch in den ersten beiden Episoden zu sehen und wurde danach durch Scott Cohen ersetzt. Trial by Jury war die erste Law & Order-Serie überhaupt, die abgesetzt wurde. Erst fünf Jahre später folgte eine weitere: die Mutterserie Law & Order. (Abgesehen von dem Spin-off Conviction, das aber nicht den Beinamen Law & Order im Titel trug.)
Eine Besonderheit der Serie ist, dass sie, trotz ihrer nur 13 Folgen, Gastauftritte von fast allen damaligen Stars der Serien Law & Order und Law & Order: Special Victims Unit und je eine Crossover-Episode mit diesen Serien beinhaltet. Fred Dalton Thompson spielte seine Hauptrolle aus Law & Order hier darüber hinaus sogar regulär wiederkehrend, wohingegen er in sonstigen Law & Order-Spin-offs nur vereinzelt zu sehen war. Mit Carey Lowell setzte in zwei Episoden außerdem eine ehemalige Law & Order-Hauptdarstellerin ihre Rolle fort. Ihre Figur hatte nun den Aufstieg von der assistierenden Staatsanwältin zur Richterin vollzogen. Die Serie trägt infolge des Mitwirkens all dieser Figuren, trotz ihrer Kurzlebigkeit, relativ stark zur Vernetzung innerhalb des Law & Order-Franchises bei. Hinzu kommt der Zufall, dass mit Peter Coyote und Alfred Molina in zwei Episoden außerdem auch noch zwei Schauspieler zu sehen sind, die später Hauptrollen in Law & Order: LA übernahmen.

## Besetzung und Synchronisation
| Rolle             | Rolle          | Schauspieler         | Synchronsprecher/in | Dauer der Hauptrolle | Dauer der Hauptrolle |
| Rang              | Name           | Schauspieler         | Synchronsprecher/in | Staffeln             | Episoden             |
| ----------------- | -------------- | -------------------- | ------------------- | -------------------- | -------------------- |
| ADA               | Tracey Kibre   | Bebe Neuwirth        | Madeleine Stolze    | 1                    | 1–13                 |
| ADA               | Kelly Gaffney  | Amy Carlson          | Melanie Manstein    | 1                    | 1-13                 |
| DA                | Arthur Branch  | Fred Dalton Thompson | Norbert Gastell     | 1                    | 1–13                 |
| D.A. Investigator | Hector Salazar | Kirk Acevedo         | Manou Lubowski      | 1                    | 1-13                 |
| Detective         | Chris Ravell   | Scott Cohen          | Martin Halm         | 1                    | 5-13                 |
| Det.              | Lennie Briscoe | Jerry Orbach         | Erich Ludwig        | 1                    | 1-2                  |

Detective Chris Ravell trat erstmals in der 3. Folge in einer Gastrolle auf, in der er bereits an der Seite von Hector Salazar ermittelte. In der 4. Folge waren beide nicht zu sehen. Hier wurden die Ermittler stattdessen von Paul Calderón und David Vadim gespielt. Nachdem endgültig feststand, dass Jerry Orbach nicht in die Serie zurückkehren konnte, wurde Chris Ravell ab Folge 5 dem Hauptcast, und somit auch dem Intro, hinzugefügt.

## Zusatzinformationen
Die Folgen 1.08 und 1.11 sind Crossover mit der Serie Law & Order: Special Victims Unit.

Christopher Meloni (Detective Elliot Stabler), Mariska Hargitay (Detective Olivia Benson) und Diane Neal (ADA Casey Novak) traten dabei in Episode 11 auf, Richard Belzer (Detective John Munch) in Episode 8.

Episode 8 ist durch die Auftritte von Jesse L. Martin (Detective Edward „Ed“ Green), S. Epatha Merkerson (Lieutenant Anita van Buren), Dennis Farina (Senior Detective Joe Fontana) und Sam Waterston (DA Jack McCoy) gleichzeitig auch ein Crossover mit der Mutterserie Law & Order.

## Episodenliste
| Nr. | Deutscher Titel                       | Originaltitel              | Erstausstrahlung USA | Deutschsprachige Erstausstrahlung (D) |
| --- | ------------------------------------- | -------------------------- | -------------------- | ------------------------------------- |
| 1   | Schmutziges Showgeschäft              | The Abominable Showman     | 3. März 2005         | 4. März 2015                          |
| 2   | 41 Schüsse und elf Sekunden           | Forty-One Shots            | 4. März 2005         | 4. März 2015                          |
| 3   | Bürgerwehr                            | Vigilante                  | 11. März 2005        | 11. März 2015                         |
| 4   | Der Schlaue, der Reiche und der Dumme | Truth or Consequences      | 18. März 2005        | 11. März 2015                         |
| 5   | Große Verantwortung                   | Baby Boom                  | 25. März 2005        | 18. März 2015                         |
| 6   | Auffälliges Verhalten                 | Pattern of Conduct         | 1. Apr. 2005         | 18. März 2015                         |
| 7   | Ein ausgeklügelter Plan               | Bang & Blame               | 8. Apr. 2005         | 25. März 2015                         |
| 8   | Nur über eine Leiche                  | Skeleton                   | 15. Apr. 2005        | 1. Apr. 2015                          |
| 9   | Eine Spur von Schuld                  | The Line                   | 22. Apr. 2005        | 25. März 2015                         |
| 10  | Mauer des Schweigens                  | Blue Wall                  | 29. Apr. 2005        | 8. Apr. 2015                          |
| 11  | Familienschande                       | Day                        | 3. Mai 2005          | 8. Apr. 2015                          |
| 12  | Blut ist dicker als Wasser            | Boys Will Be Boys          | 6. Mai 2005          | 15. Apr. 2015                         |
| 13  | Kein wahrer Held                      | Eros in the Upper Eighties | 26. Jan. 2006        | 15. Apr. 2015                         |

## DVD
In den USA ist die komplette Serie mit allen 13 Episoden am 25. April 2006 auf DVD erschienen.